# Woodburn Auto Company
Woodburn Auto Company war ein US-amerikanischer Hersteller von Kraftfahrzeugen.

## Unternehmensgeschichte
William Keller und Herman Messman leiteten das Unternehmen in Woodburn in Indiana. Claude Spreuer war Manager. Örtliche Geschäftsleute hielten Anteile. 1905 begann die Produktion von Automobilen. Der Markenname lautete Woodburn. 1912 endete die Produktion. Insgesamt entstanden etwa 12 Fahrzeuge.

## Fahrzeuge
Die meisten der Personenkraftwagen waren Highwheeler. Sie hatten einen Zweizylindermotor mit Luftkühlung, der offensichtlich unter der Sitzbank montiert war. Gelenkt wurde mit einem Lenkrad. Der letzte Wagen von 1912 hatte einen Vierzylindermotor mit Wasserkühlung als Frontmotor.
Daneben sind Lastkraftwagen und Traktoren überliefert.